# Verbum Supernum Prodiens
Verbum Supernum Prodiens é um hino católico com letra escrita por Tomás de Aquino a pedido do papa Urbano IV para a solenidade do Corpus Christi. O hino é entoado nas laudes da manhã de Corpus Christi. Possui seis estrofes, sendo que as duas últimas, em especial a penúltima, que inicia-se com O salutaris hostia é muitas vezes cantada à parte do restante do poema, tendo sido musicada por vários compositores. Destes, destacam-se Beethoven e Rossini. Alguns estudiosos acreditam que o Aquinate teria reelaborado uma antiga versão perdida dos louvores matutinos do breviário da Ordem de Cister. As versões sucessivas do mesmo breviário contém um hino parecido ao de Tomás, ainda que este tenha nove estrofes, enquanto que o de Tomás possui seis. Há também um outro hino que se inicia com as mesmas palavras (i.e, Verbum supernum prodiens), o qual é atribuído a Ambrósio de Milão ou ao papa Gregório I, e que é cantado na manhã de Natal desde o século V. O hino da Ordem de Cister é cantado sob a mesma melodia do hino natalino, o que sugere que pode ter sido uma adaptação do mesmo. Já o hino de Tomás é cantado com a mesma melodia do hino de Ascensão Aeterne Rex Altissime. 

## Letra
A segunda linha, nec Patris linquens dexteram, foi mantida pelos revisores do papa Urbano VIII e carece de prosódia clássica, está em ritmo acentual e rima alternativamente. A quarta estrofe assemelha-se com um texto escrito por São Bernardo, o qual teria hipoteticamente servido de inspiração para Tomás. 
| Texto em latim | Tradução em português |
| --- | --- |
| Verbum supernum prodiens Nec Patris linquens dexteram, Ad opus suum exiens Venit ad vitae vesperam. In mortem a discipulo Suis tradendus æmulis, Prius in vitæ ferculo Se tradidit discipulis. Quibus sub bina specie Carnem dedit et sanguinem; Ut duplicis substantiæ Totum cibaret hominem. Se nascens dedit socium, Convescens in edulium, Se moriens in pretium, Se regnans dat in præmium. O salutaris hostia, Quæ cæli pandis ostium, Bella premunt hostilia; Da robur, fer auxilium. Uni trinoque Domino Sit sempiterna gloria: Qui vitam sine termino Nobis donet in patria. Amen. | O Verbo que vem do alto, Sem abandonar a direita do Pai, Que saiu a realizar Sua obra, Chegou ao fim da vida. Foi entregue à morte por um discípulo Seu, que O traiu a Seus inimigos. Antes disto, qual alimento vital, Entregou-Se aos discípulos. A eles, por dois tipos de alimento, Deu Sua carne e Seu sangue, Para com tal dupla substância Alimentar todo homem. Ao nascer ofereceu-Se como companheiro, Ao cear com os Doze, como alimento; Ao morrer, como preço; Ao reinar, deu-Se como prêmio. Ó Hóstia salvadora, Que abres o portão do céu, Guerras hostis nos oprimem: Dá-nos força, dá-nos ajuda. Ao Senhor Uno e Trino Ascenda a glória eterna. Que vida sem fim Nos conceda em nossa pátria. Amém |